# وسط النرويج

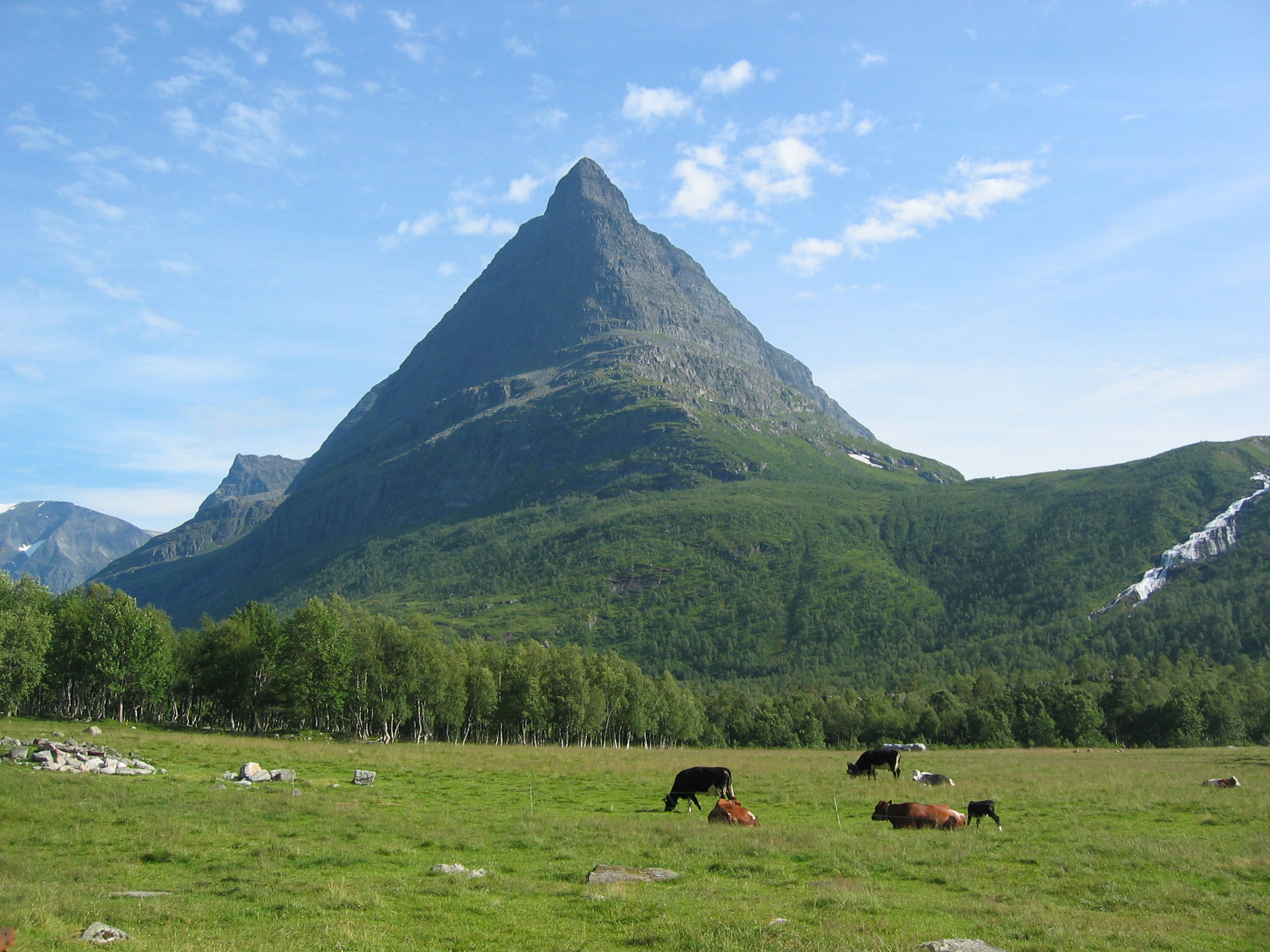
دالاتارنت الداخلية في سلسلة جبال ترولهايمن، وسط النرويج

وسط النرويج (بالنرويجية البوكمول: Midt-Norge)‏ ، (بالنرويجية النينوشك: Midt-Noreg)‏ هي منطقة غير رسمية في النرويج وغير محددة بوضوح.
قد يشير مصطلح وسط النرويج في استخدامه المحدود إلى مقاطعة تروندلاغ فقط، ولكن قد يُفهم أيضًا على أنه يشمل كل أو أجزاء من مقاطعة موره ورومسدال وبعض أجزاء مقاطعة نورلان وكذلك بعض البلديات في الجزء الشمالي من مقاطعة إنلاندت.
تعرّف صحيفة أدريسفيسن الإقليمية وسط النرويج بأنها تروندلاغ و نورمور وبعض البلديات في الجزء الشمالي من مقاطعة إنلاندت. هذا يتوافق أيضًا مع المنطقة التي تغطيها الصحيفة.
كان هناك بعض الحركة السياسية نحو استبدال المقاطعات بمناطق أكبر. ومن المتوقع بعد ذلك أن الكثير من وسط النرويج، على الأقل ترونديلاغ ونوردمور، ستشكل واحدة من هذه المناطق بسبب الروابط التاريخية والثقافية واللغوية.